# Passivazione
La passivazione è un fenomeno di natura elettrochimica che può rallentare o impedire completamente la reazione di corrosione dei materiali metallici che altrimenti questi ultimi subirebbero. Il fenomeno consiste sostanzialmente nella formazione di un sottile film (costituito da prodotti della corrosione, sostanze presenti nell'ambiente aggressivo o ossigeno adsorbito sulla superficie del metallo) che aderisce perfettamente alla parte della superficie del pezzo a contatto con l'ambiente aggressivo (ad esempio acqua o aria). Perché il fenomeno della passivazione possa avvenire, il film deve ostacolare la diffusione dell'agente ossidante (generalmente ossigeno), per cui deve essere "compatto", ovvero denso e poco poroso.

## Storia
Il fenomeno della passivazione era noto già nei primi anni del 1750, durante i quali lo studioso Michail Vasil'evič Lomonosov indagò l'effetto del ferro immerso in una soluzione di acido nitrico concentrato con scarsi risultati.
Nel 1836 Christian Friedrich Schönbein introdusse il termine "passivo" per riferirsi al ferro venuto a contatto con acido nitrico concentrato.
Si deve a Friedrich Flade l'introduzione nel 1911 del concetto di "potenziale di Flade", che egli utilizzò nell'ambito dei suoi studi sulla passivazione del ferro immerso in acido solforico.

## Formazione del film passivante

Meccanismo di passivazione dell'acciaio inossidabile

Il processo della passivazione spesso porta alla condizione di passività del materiale metallico, per cui il fenomeno della corrosione è completamente bloccato e si ha l'annullamento della velocità di accrescimento del film passivante, che rimane "sottile".

Nelle condizioni di passività, sebbene la velocità di corrosione sia nulla, non è nullo il potenziale elettrico, a causa di inevitabili sovratensioni di cristallizzazione, dovute al fatto che il film passivante si dissolve e si rigenera continuamente.
Può capitare comunque che il film passivante che si è formato durante la passivazione non sia abbastanza compatto, per cui la velocità di corrosione diminuisce ma non arriva ad annullarsi, cioè in tal caso il processo di passivazione non porta alla condizione di passività.
In particolare, per dare luogo a condizioni di passività, il film passivante deve possedere le seguenti caratteristiche:
- compattezza (cioè bassa porosità): in modo da bloccare la diffusione dell'ossigeno nel bulk del materiale metallico;
- stabilità nelle condizioni ambientali prese in esame;
- spessore molto sottile (in genere intorno a 50 Å);[6] i film più spessi sono infatti meno compatti;
- uniformità: deve ricoprire in maniera uniforme tutta la superficie del materiale metallico; se invece tale strato non ricopre in maniera adeguata la superficie del materiale, l'ossigeno ha la possibilità di reagire con il metallo e il fenomeno della corrosione non viene bloccato.

Perché il film passivante possa avere queste caratteristiche, è necessario controllare opportunamente il processo di passivazione.

Più nello specifico, i principali fattori che influenzano il processo di passivazione, concorrendo a determinare la diminuzione o l'annullamento della velocità di corrosione, sono la natura del materiale metallico e le condizioni ambientali (tra cui pH, umidità atmosferica e temperatura). In particolare, affinché si abbia la formazione del film passivante, occorre che l'agente ossidante sia in concentrazione superiore a un determinato valore limite, che è maggiore all'aumentare della temperatura.
Un esempio di dipendenza della passivazione dalle condizioni ambientali è dato dal ferro, il quale si passiva in acido solforico concentrato, ma si corrode in acido solforico diluito.

Un altro esempio è dato dall'acciaio, il quale si passiva in ambiente basico (più precisamente a pH 12), condizione questa che si verifica ad esempio per le barre immerse nei getti di calcestruzzo. Più in generale, le condizioni di pH in cui si può avere passivazione possono essere determinate dal diagramma di Pourbaix (sebbene tali condizioni siano necessarie ma non sufficienti per l'evolversi del processo di passivazione).
Un esempio in cui la modifica della natura del materiale metallico interviene sulle condizioni di passivazione è dato dall'aggiunta all'acciaio di altri metalli (come cromo e nichel), grazie alla quale si riesce a ottenere una pellicola passivante molto aderente, ottenendo il cosiddetto "acciaio inossidabile".
Nel caso dell'acciaio e degli altri materiali che non passivano spontaneamente, il fenomeno della passivazione viene indotto durante le lavorazioni metallurgiche, successivamente alla fase di decapaggio.
Nell’ambito delle torri di raffreddamento costruite in acciaio zincato, la passivazione è intesa come quel processo elettrochimico che consente di rallentare od evitare la corrosione del metallo con cui sono realizzate le unità (questo tipo di corrosione è detto "ruggine bianca"). 

## Attività, passività e transpassività

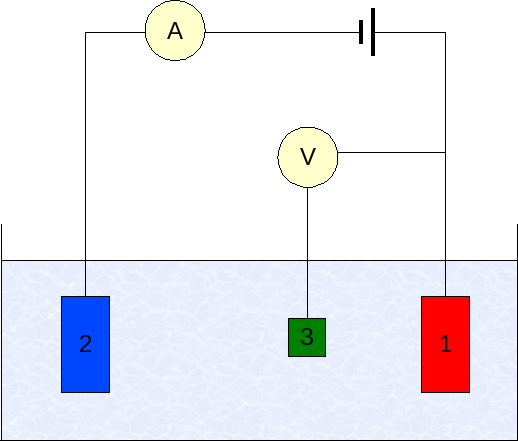
Schema di apparato per prove elettroanalitiche:
1) elettrodo di lavoro
2) elettrodo ausiliario
3) elettrodo di riferimento.

Diagramma di Evans in condizioni di passivazione. In blu è rappresentata la curva di polarizzazione anodica, mentre in rosso sono rappresentati due esempi di possibili curve di polarizzazione catodica.

Per studiare il comportamento di un materiale metallico prima, durante e dopo il processo di passivazione, è possibile utilizzare una delle seguenti metodologie elettroanalitiche:
- polarizzazione potenziostatica: in questa prova, attraverso un potenziostato, si aumenta la differenza di potenziale elettrico che si stabilisce tra l'elettrodo di lavoro (costituito dal materiale metallico in esame) e l'elettrodo di riferimento (ad esempio elettrodo standard a idrogeno), e nel frattempo si registra la densità di corrente elettrica che scorre attraverso l'elettrodo di lavoro e l'elettrodo ausiliario;
- polarizzazione galvanostatica: in questa prova viene controllata la densità di corrente elettrica che scorre attraverso l'elettrodo di lavoro e l'elettrodo ausiliario, e nel frattempo si registra la differenza di potenziale elettrico che si stabilisce tra l'elettrodo di lavoro e l'elettrodo di riferimento.

In entrambi i casi, i dati ricavati sono raggruppati in un diagramma di Evans, in cui in ascissa è riportato il logaritmo della densità di corrente elettrica, mentre in ordinata è riportata la differenza di potenziale elettrico.
Durante tali prove, inizialmente il materiale metallico è "attivo", cioè la velocità di corrosione (che è rappresentata dall'intensità di corrente i) cresce al crescere del potenziale di elettrodo E (la cui dipendenza dal pH è determinabile sfruttando un diagramma di Pourbaix). Tale potenziale elettrico è conseguenza delle semireazioni di ossidazione e di riduzione che avvengono durante il fenomeno della corrosione e che vengono rappresentate nel diagramma di Evans dalle curve di polarizzazione anodica (per l'ossidazione) e di polarizzazione catodica (per la riduzione).
All'aumentare del potenziale, si raggiunge un punto detto "potenziale di passivazione" a cui corrisponde il massimo della densità di corrente elettrica e in corrispondenza del quale si ha un brusco calo della velocità di corrosione. Tale punto corrisponde al sopraggiungere del fenomeno della passivazione.

Aumentando ulteriormente il potenziale, si arriva al cosiddetto "potenziale di Flade", a cui corrisponde una densità di corrente molto vicina al minimo; oltre il potenziale di Flade si raggiunge il valore minimo della velocità di corrosione (che è nullo in condizioni di passività).

All'interno del campo di passività (cioè per valori maggiori del potenziale di passivazione, ma non troppo elevati), si ha un valore di corrente di cella (e quindi la velocità di corrosione) basso; tale valore non è nullo, per la presenza delle sovratensioni di cristallizzazione associate alla dissoluzione e rigenerazione del film passivante.
Aumentando ulteriormente il potenziale, la corrente di cella rimane bassa, finché si ha nuovamente un aumento della velocità di corrosione: in tale condizione si parla di transpassività.

### Potenziali di Flade
I valori dei potenziali di Flade (i cui valori sono molto prossimi ai potenziali di passivazione) dipendono dalla natura del materiale preso in considerazione e dalle condizioni ambientali.
Nella tabella seguente sono riportati i potenziali di Flade di alcuni metalli a pH = 0 e per temperature prossime ai 25 °C:
| Metallo | Potenziale di passivazione (NHE) |
| ------- | -------------------------------- |
| Oro     | +1,36                            |
| Platino | +0,91                            |
| Ferro   | +0,58                            |
| Argento | +0,40                            |
| Nichel  | +0,36                            |
| Cromo   | -0,22                            |
| Titanio | -0,24                            |